# Swift Peak
Der Swift Peak ist ein 935 m hoher Berg an der Foyn-Küste des Grahamlands im Norden der Antarktischen Halbinsel. Er ist die höchste Erhebung eines wellenförmigen, größtenteils verschneiten Gebirgszugs aus Hügeln am nördlichen Ende der Churchill-Halbinsel.
Der Falkland Islands Dependencies Survey kartierte ihn 1947. Im selben Jahr entstanden Luftaufnahmen bei der US-amerikanischen Ronne Antarctic Research Expedition. Das UK Antarctic Place-Names Committee benannte ihn 1976 nach dem irischen Schriftsteller Jonathan Swift (1667–1745), dessen Roman Gullivers Reisen namensgebend für mehrere Objekte in der Umgebung ist.